# Peceneaga
Peceneaga è un comune della Romania di 1 960 abitanti, ubicato nel distretto di Tulcea, nella regione storica della Dobrugia. Il centro abitato è lambito a sud dal 45º parallelo, la linea equidistante fra il Polo nord e l'Equatore.